# Emilio Castro
Emilio Castro, nacido como Esteban Emilio de Castro y Rocha o simplemente Emilio Castro Rocha (Buenos Aires, 1820-1899), fue un político y hacendado argentino, gobernador de la provincia de Buenos Aires en el período de 1868 hasta 1872. Además, previamente, había sido vicegobernador entre 1865 y 1868. 
Era tío segundo del futuro gobernador Dardo Rocha Arana, fundador de la nueva capital provincial, la ciudad de La Plata, entre otras de la provincia de Buenos Aires.

## Biografía

### Origen familiar y primeros años
Emilio Castro había nacido el 26 de diciembre de 1820 en la ciudad de Buenos Aires, capital de las Provincias Unidas del Río de la Plata, siendo sus padres Félix Castro del Castillo y María Luisa de Rocha Esparza que era a su vez una hija del escribano Juan José Romualdo Rocha y de Camila Esparza Cabral de Melo y Alderete quien fuera chozna de los azorano-portugueses Amador Vaz de Alpoim y la infanzona Margarita Cabral de Melo.
Se educó en el actual Colegio Nacional de Buenos Aires, y al culminar sus estudios, como pariente de varios prominentes miembros del Partido Unitario se unió al mismo, pronunciándose contra el líder del Partido Federal, el brigadier Juan Manuel de Rosas. Después de la revolución de 1833 se exilió con su familia en Montevideo.

### Incorporación al bando unitario y exilio en Bolivia
En 1839 se incorporó como oficial del ejército del general Juan Lavalle, a quien acompañó en su larga campaña contra Rosas. Luchó en las derrotas de Quebracho Herrado y Famaillá. Se exilió desde entonces en Bolivia, regresando hacia mediados de la década de 1840 a Montevideo.

### Retorno a Buenos Aires y su carrera política
Volvió a Buenos Aires después de la derrota de Rosas en la batalla de Caseros y se estableció como comerciante. Se unió al partido de Valentín Alsina y a mediados de la década de 1850 fue nombrado diputado provincial.
Después de la batalla de Pavón fue diputado nacional. Se identificó con el partido de Adolfo Alsina, adversario del presidente Bartolomé Mitre. No obstante, el gobernador Mariano Saavedra lo nombró jefe de la policía de la capital, y en 1865 fue elegido vicegobernador, acompañando a Alsina.

### Gobernador de la provincia de Buenos Aires
Cuando, en octubre de 1868, Adolfo Alsina fue nombrado vicepresidente, Castro asumió la gobernación, y al año siguiente fue reelecto. Su gobierno fue ordenado, y el hecho de que no tuviera muchas ambiciones personales le ahorró problemas.
Tuvo algunos roces con el presidente Sarmiento, por la situación en que estaba el gobierno nacional en la ciudad de Buenos Aires, en calidad de huésped del gobierno provincial. Apoyó la extensión de los ferrocarriles, y aprobó que el gobierno provincial se hiciera cargo de construir líneas que no eran rentables para los privados.

### Oposición a la federalización de la ciudad de Buenos Aires
En mayo de 1872 fue sucedido por Mariano Acosta, después vicepresidente, y por un corto período fue presidente del Club del Progreso. Posteriormente fue iniciado en la logia Regeneración Nº 5, el 17 de junio de 1874.
El gobernador Carlos Tejedor lo nombró jefe de la Guardia Nacional que pese a su nombre, esta era la poderosa milicia provincial de Buenos Aires. Apoyó la revolución de 1880 contra la elección de Julio Argentino Roca y la federalización de la ciudad de Buenos Aires.

### Último cargo político y fallecimiento
En sus últimos años fue diputado nacional y fallecería en Buenos Aires en el año 1899.